# حزب العمل (موزمبيق)
حزب العمل هو حزب سياسي في موزمبيق. تأسس الحزب في عام 1993 بواسطة ميغل مبتي. رئيس الحزب هو ميغل مبتي.
في الانتخابات البرلمانية لعام 2004 حصل الحزب على 14242 صوت (0.47%). لكن الحزب أخفق في الفوز بأي مقعد في البرلمان.